# Semi-marathon du Lion
Le Semi-marathon du Lion est une course annuelle disputée entre les villes de Belfort (Département du territoire de Belfort) et de Montbéliard (département du Doubs) en France.

## Histoire
L'organisation d'une course sur route est décidée en 1983 par la section athlétisme du FC Sochaux-Montbéliard et l'idée que la course relie les deux principales villes de l'aire urbaine est adoptée. Le nom de « Lion » pour la course est retenu par son caractère fédérateur sur la région (lion comtois, lion de Belfort de Bartholdi, emblème de la marque Peugeot).
La première édition a lieu en avril 1984 et en 1987, la course obtient le label IAAF.
Le sens de course du semi-marathon alterne chaque année (Belfort-Montbéliard une année et Montbéliard-Belfort l'année suivante).

## Parcours
Le semi-marathon relie Belfort à Montbéliard sur 21 kilomètres. Le trajet emprunté reprend principalement la route départementale 437. Les points d'arrivée et de départ sont l'Arsenal à Belfort, et le champ de foire à Montbéliard.

## Déclinaisons
Afin d'être accessible au plus grand nombre, des variantes de la course ont été mises en place. En plus du semi-marathon, il existe le 10 kilomètres, le 5 kilomètres féminin (la féline), le mini-lion (course pour enfants), le 21 kilomètres roller, et la marche pédestre.

## Palmarès
Palmarès masculin des dernières années,
| Année | Vainqueur               | Temps         | Pays     |
| 1998  | David Kiptum            | 1 h 00 min 54 | Kenya    |
| 1999  | Luke Metto              | 1 h 03 min 15 | Kenya    |
| 2000  | Robert Cheruiyot        | 1 h 03 min 13 | Kenya    |
| 2001  | Hicham Aboutarik        | 1 h 08 min 53 | Maroc    |
| 2002  | Joseph Sitienei         | 1 h 03 min 15 | Kenya    |
| 2003  | Denis N'Diso            | 1 h 01 min 24 | Kenya    |
| 2004  | Denis N'Diso            | 1 h 01 min 42 | Kenya    |
| 2005  | Jacob Kitur             | 1 h 02 min 57 | Kenya    |
| 2006  | John Kanda              | 1 h 03 min 12 | Kenya    |
| 2007  | Luka Kanda              | 1 h 03 min 49 | Kenya    |
| 2008  | Luka Kanda              | 1 h 01 min 27 | Kenya    |
| 2009  | Luka Kanda              | 1 h 03 min 05 | Kenya    |
| 2010  | Luka Kanda              | 1 h 01 min 16 | Kenya    |
| 2011  | Luka Kanda              | 1 h 02 min 50 | Kenya    |
| 2012  | Ezechiel Nizigiyimana   | 1 h 03 min 12 | Burundi  |
| 2013  | Alfred Kipserem Cherop  | 1 h 03 min 33 | Kenya    |
| 2014  | Mulue Andom             | 1 h 02 min 02 | Érythrée |
| 2015  | Vincent Kipsang Rono    | 1 h 03 min 26 | Kenya    |
| 2016  | Ben Chelimo Somikwo     | 1 h 03 min 32 | Ouganda  |
| 2017  | Wilson Kiprono Too      | 1 h 00 min 57 | Kenya    |
| 2018  | Justus Kipkogei Kangogo | 1 h 00 min 55 | Kenya    |
| 2019  | Kelvin Kiptum           | 59 min 53 s   | Kenya    |
| 2022  | Getashew Kidie          | 1 h 00 min 08 | Éthiopie |
| 2023  | Charles Matata          | 1 h 01 min 34 | Kenya    |
| 2024  | Nememiah Kipyegon       | 1 h 00 min 26 | Kenya    |